# ATG12
La autofagia 12 o Ubiquitin-like protein ATG12 es una proteína que en los seres humanos está codificada por el gen ATG12.
La autofagia es un proceso de degradación de proteínas en masa en el que los componentes citoplasmáticos, incluidos los orgánulos, se encierran en estructuras de doble membrana llamadas autofagosomas y se envían a los lisosomas o vacuolas para su degradación. ATG12 es el homólogo humano de una proteína de levadura implicada en la autofagia.
La autofagia requiere la unión covalente de la proteína Atg12 a ATG5 a través de un sistema de conjugación similar a la ubiquitina. El conjugado Atg12-Atg5 luego promueve la conjugación de ATG8 al lípido fosfatidiletanolamina.
Se encontró que Atg12 estaba involucrado en la apoptosis. Esta proteína promueve la apoptosis a través de una interacción con miembros antiapoptóticos de la familia Bcl-2.